# Банк Інвестицій та Заощаджень
Банк Інвестицій та Заощаджень (англ. Bank for Investments and Savings, скорочено BisBank) — український комерційний банк, заснований у 2005 році, з головним офісом у Києві. Функціонує у формі акціонерного товариства (засноване як товариство з обмеженою відповідальність, пізніше перереєстроване у відкрите акціонерне товариство, ще пізніше —  публічне акціонерне товариство). Голова правління — Руда Вікторія Олександрівна. 
За розміром активів станом на 1 листопада 2020 року банк займав 30 місце серед усіх 74 банків України.
Є учасником Фонду гарантування вкладів фізичних осіб та з 29 січня 2018 року виступає одним з банків-агентів з виплати гарантованих сум відшкодування вкладникам неплатоспроможних банків.
В липні 2021 року Банк першим в Україні впровадив унікальний сервіс транскордонних некарткових платежів VISA B2B Connect для бізнес-клієнтів. Також про 5-7-9, єПідтримку, єВідновлення, PowerBanking

## Історія
Банк був створений на підставі рішення загальних зборів учасників від 25 травня 2004 року та отримав ліцензію НБУ на право здійснення банківських операцій 9 серпня 2005 року. 
У 2007 році банк отримав ліцензію Державної комісії з цінних паперів та фондового ринку на діяльність з торгівлі на фондовому ринку, на дилерську діяльність та на андерайтинг.
У 2008 році банк приєднався до міжнародної платіжної системи «Visa Internatoinal», що дало можливість здійснювати емісію платіжних карток даної системи, а саме Visa Electron, Visa Classic, Visa Gold.
За інформацією ЗМІ, Банк Інвестицій та Заощаджень підконтрольний групі «Континіум», в яку входить у тому числі мережа АЗК «WOG», з якою в свою чергу афілійована як мінімум частина з вказаних компаній (зокрема, ТОВ «Вест Ойл Груп», ТОВ «Золотий Екватор», ТОВ «ВОГ Рітейл», ТОВ «ВОГ Трейдінг»).

## Діяльність
У липні 2020 року банк  був оштрафований Національним банком України на 5 млн грн за комплекс порушень, включаючи неналежну роботу внутрішньої системи протидії легалізації кримінальних доходів, і конвертацію готівки в 2017-2018 роках за підозрілими операціями.
З 13 листопада 2020 року Банк Інвестицій та Заощаджень розпочинає випуск та обслуговування платіжних карток Простір національної платіжної системи «Український платіжний Простір», створеної Національним банком України.